# Nicette Bruno
Nicette Bruno (ur. 7 stycznia 1933 w Niterói, zm. 20 grudnia 2020 w Rio de Janeiro) – brazylijska aktorka filmowa i telewizyjna.

## Życiorys
Urodziła się w Niterói. Była żoną aktora Paulo Goularta od 1958 do jego śmierci w 2014 roku, mieli troje dzieci: Bárbara (ur. 04.07.1957), Paulo (ur. 1965) i Beth (ur. 25.01.1961). Zmarła 20 grudnia 2020 roku, w wieku 87 lat z powodu komplikacji spowodowanych COVID-19.

## Filmografia
- 1967: Os Fantoches jako Estela
- 1968: A Muralha jako Margarida
- 1969: Krew z mojej krwi jako Clara
- 1970: Mój plik drzewa pomarańczowego jako Cecília
- 1971: Fabryka jako Clara
- 1972: Camomila e Bem-Me-Quer jako Margot
- 1973: Boskie i cudowne jako Helena
- 1976: Serce tatusia jako Sílvia
- 1978: Płaca minimalna jako Zilda
- 1982: Siódmy zmysł jako Sara Mendes
- 1983: Szalona miłość jako Isolda
- 1986: Kamienna dżungla jako Fany
- 1993: Tajemnice piasków jako Julieta 'Juju' Sampaio
- 1995: Następna ofiara jako Nina
- 1997: Miłość jest w powietrzu jako Úrsula
- 1998: Labirynt jako Edite dos Santos Almeida
- 1999: Z głową w chmurach jako Judith "Juju" Mota
- 2000: Brava Gente jako Benona
- 2005: Bratnia dusza jako Ofélia
- 2007: Siedem grzechów jako Julieta "Juju" Alves Verona de Sant'anna
- 2012: Uratuj Jorge jako Leonor Flores Galvão
- 2013: Rzadki klejnot jako Dona Santinha
- 2015: Kocham Paraisópolis jako Izabelita